# Ла Тина Ранч (Тексас)
Ла Тина Ранч (енгл. La Tina Ranch) насељено је место без административног статуса у америчкој савезној држави Тексас.

## Демографија
По попису из 2010. године број становника је 618.
| Група             | 2000.    | 2010.       |
| Белци             | 0 (0,0%) | 28 (4,5%)   |
| Афроамериканци    | 0 (0,0%) | 1 (0,2%)    |
| Азијати           | 0 (0,0%) | 1 (0,2%)    |
| Хиспаноамериканци | 0 (0,0%) | 588 (95,1%) |
| Укупно            | 0        | 618         |